# Mercurius (Unternehmen)
Die Mercurius AG (vormals CFI Fairpay AG, Eigenschreibung CFI FAIRPAY) ist ein Finanzdienstleister aus Deutschland mit Sitz in Frankfurt am Main. Mercurius AG vereint drei Bereiche: Immobilien, Wertpapierhandel und Zweitmarkt für Lebensversicherungen.

## Geschichte
Im August 2004 eröffnete die CFI GmbH den neuen Bereich Alternative Markets. Seit August 2004 kaufte die Wertpapierhandelsbank CFI GmbH unter dem Namen CFI Fairplay Kapitalversicherungspolicen aus dem deutschen Zweitmarkt. Im Dezember 2005 spaltete sich die Mercurius AG (ehemals: CFI Fairpay AG) von der CFI GmbH ab und trat als selbstständige Aktiengesellschaft auf.
Seite Mitte 2005 ist die Mercurius AG im deutschen Zweitmarkt für Kapitalversicherungen tätig. Sie zählt zu den führenden direkten Investoren in diesem Markt. Seit Juli 2006 wird das Produkt faircash-Policendarlehen angeboten. Im Oktober 2006 ging die Mercurius AG im Marktsegment Entry Standard an die deutsche Börse. Im Jahr 2009 erweitert sie ihre Geschäftsbereiche mit der Gründung zweier Tochtergesellschaften, der Mercurius Handelsbank GmbH und Mercurius Real Estate AG.
Mit Beschluss der Hauptversammlung vom 25. August 2010 folgte mit Bekanntmachung vom 4. Oktober 2010 die Umfirmierung in die Mercurius AG. Der Geschäftsbereich Zweitmarkt Lebensversicherungen wird unter der Marke CFI Fairpay weiterhin fortgeführt.

## Geschäftsmodell
Die Mercurius AG bzw. deren Marke CFI Fairpay ist in den Bereichen Handel mit Lebensversicherungen, der Immobilien und im Wertpapierhandel tätig.
Über die Mercurius Real Estate AG, eine im Jahr 2009 gegründete Tochtergesellschaft, die Ein-Zimmer-Appartements in Innenstadtlagen in Städten wie Gießen und Frankfurt erstellt und betreibt, ist die Mercurius AG in der Immobilienverwaltung tätig.
Über die Gesellschaft Mercurius Handelsbank GmbH verwaltet die Gesellschaft Fonds.